# Aubers
Aubers település Franciaországban, Nord megyében. Lakosainak száma 1746 fő (2022. január 1.). Aubers Fromelles, Laventie, Lorgies, Neuve-Chapelle, Herlies, Illies és Fleurbaix községekkel határos.

## Népesség
A település népességének változása:
| Lakosok száma | 1536 | 1586 | 1629 | 1651 | 1655 | 1674 | 1698 | 1722 | 1746 |
|               | 2013 | 2015 | 2016 | 2017 | 2018 | 2019 | 2020 | 2021 | 2022 |